# Raketni čamci klase Matka

Klasa Matka je NATO oznaka za klasu sovjetskih raketnih čamaca. Sovjetska oznaka je Projekt 206MR Vikhr. Nakon raspada SSSR-a, Rusija je povukla većinu svojih brodova, Ukrajina je raspolagala s pet od kojih je jedan kasnije remontiran i predan Gruziji.